# هارون ولایت
امامزاده هارون ولایت مربوط به سدهٔ ۱۰ ه‍.ق است و در اصفهان، ضلع جنوبی میدان امام علی و روبروی مسجد و مناره علی  واقع شده‌است. قبل از بازسازی میدان عتیق، این مکان در خیابان هارونیه، یکی از پنج خیابان منتهی به میدان قیام (سبزه میدان یا میدان کهنه) واقع شده بود. این اثر در تاریخ ۲۲ آذر ۱۳۱۳ با شمارهٔ ثبت ۲۲۰ به‌عنوان یکی از آثار ملی ایران به ثبت رسیده‌است. با توجه به مدارک تاریخی مقبره هارون ولایت متعلق به هارون بن علی بهاء الدین، یکی از نوادگان حضرت امام موسی کاظم (ع) است.

## نگارخانه

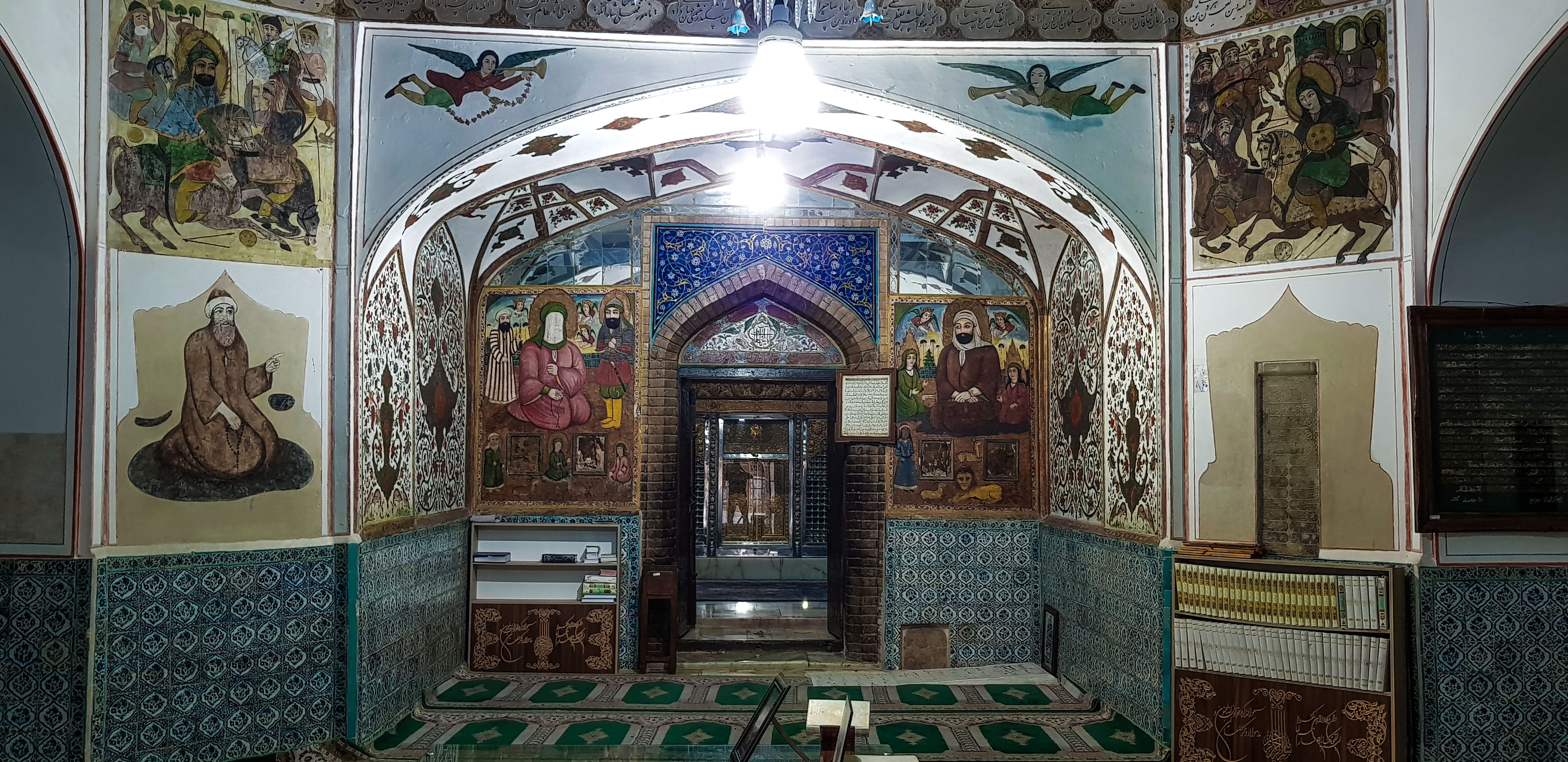

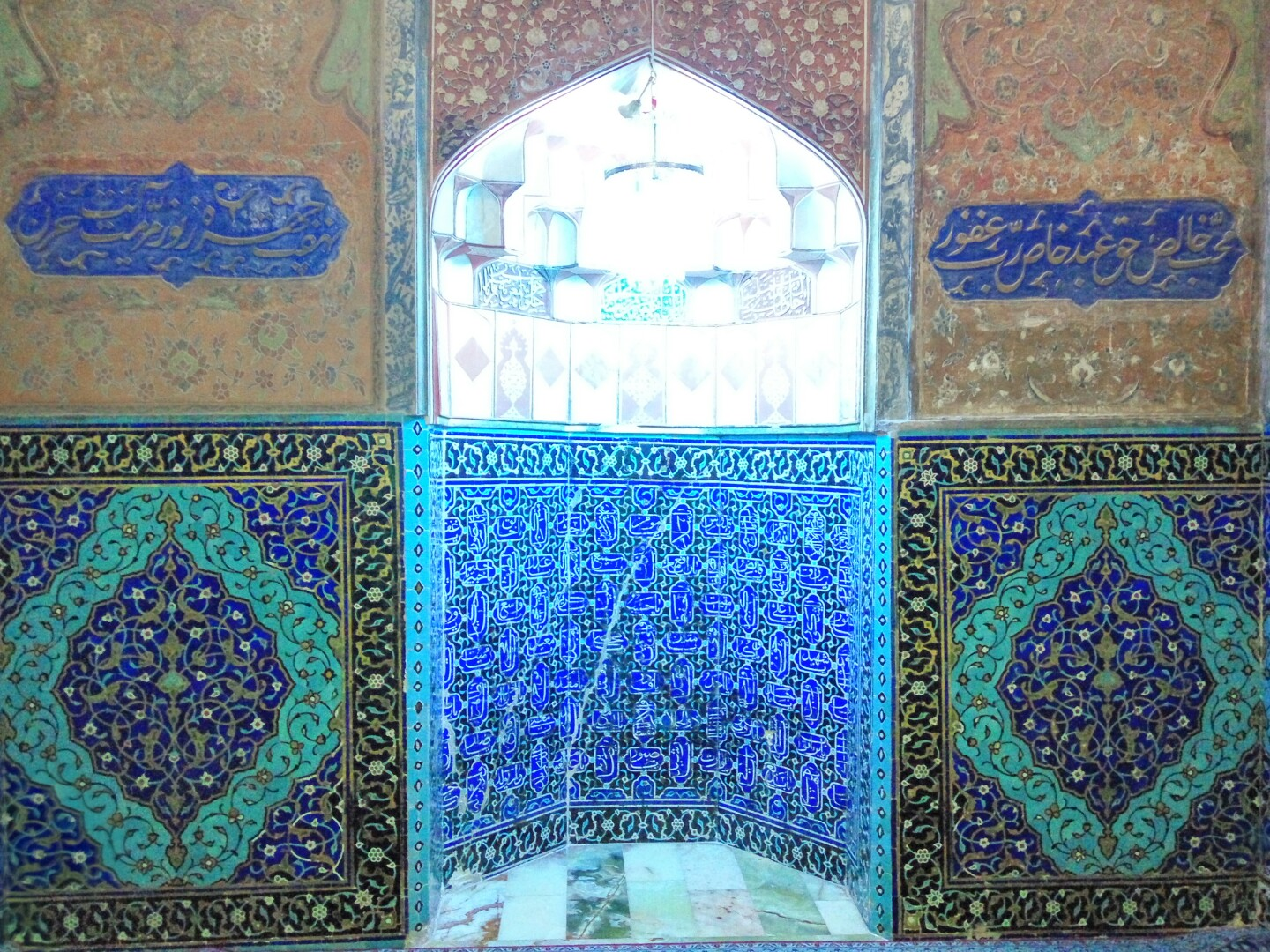
محراب کاشی کاری شده
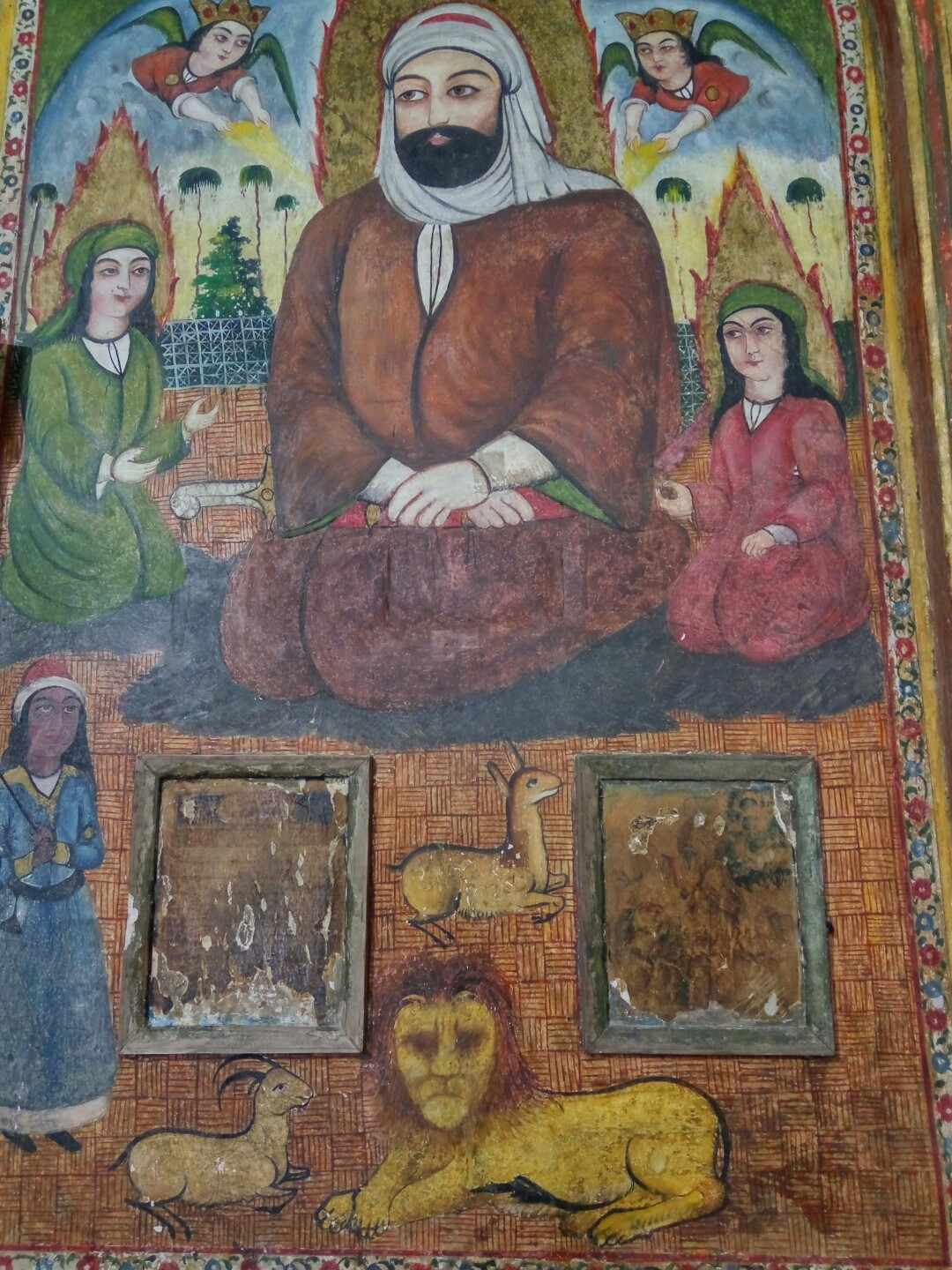
نقاشی‌های تعزیه خوانی بر روی دیوار
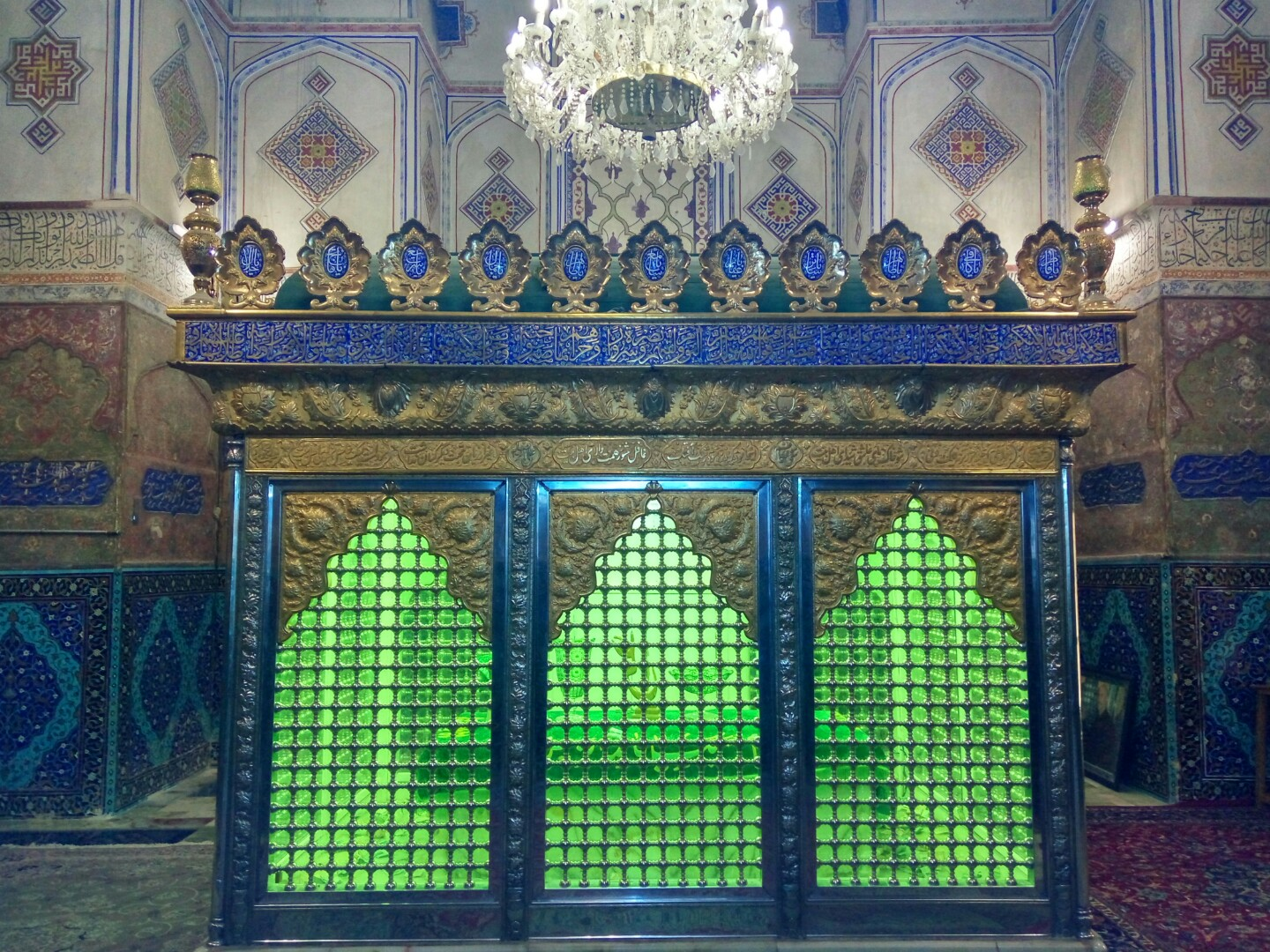
ضریح